# باغ عطاالدوله
باغ منتصریه یا عطاالدوله یکی از باغ‌های تاریخی استان فارس واقع در شهر شیراز بوده‌است که در دوران قاجاریه توسط حاجی عبدالحسین‌خان عطاالدوله بنا شده‌است.
این باغ در شرق باغ صفا قرار داشته و امروزه تنها بخشی از آن باقی مانده است.
پروفسور پوپ، ایرانشناس مشهور ، سال‌هایی در این باغ اقامت داشته‌است.